# LOVELESS (일본의 만화)
LOVELESS는 코우가 윤이 그린 일본의 만화 및 그것을 원작으로 한 애니메이션이다. 코믹 ZERO-SUM에서 연재 중이며, 제1화에서 3화까지는 월간 G 판타지에 게재되었다. 제 13권까지 발매 중이다. 2005년에는 텔레비전 애니메이션화되어 2005년 4월부터 6월까지 방영되었다.